# Люсі Краун
Люсі Краун (англ. Lucy Crown) — роман американського письменника Ірвіна Шоу. Вперше опублікований у 1956 році видавництвом Random House, це був третій роман Шоу після «Молодих левів» і «Збентежений ефір».

## Головні персонажі
- Люсі Краун, дружина і мати
- Олівер Краун, її чоловік
- Ентоні (Тоні) Краун, їхній син
- Джеффрі Баннер, коханець Люсі

## Сюжет
Люсі, сирота, виходить заміж за Олівера, успішного, але розчарованого бізнесмена. Амбіції Олівера руйнуються, коли його батько помирає, і Олівер змушений керувати сімейним бізнесом. Він виявляється чоловіком, який контролює. Люсі, яка страждає від проблем із самооцінкою і відмовляється від кар'єрних прагнень.
Влітку 1937 року Олівер залишає Люсі (якій 35 років) і сина Тоні (13 років) самих на курорті на озері на кілька тижнів, поки займається своїми справами. Під час відсутності Олівера Люсі переслідує Джеффрі, студент Дартмутського коледжу, якого вони найняли бути компаньйоном для Тоні. Вона чинить опір залицянням Джеффрі, але зрештою вони починають те, що Люсі вважає випадковим романом. Тоні бачить, як вони займаються статевим актом, і розповідає про це своєму батькові, який стикається з парою. Люсі та Олівер залишаються одруженими, але вона наполягає, що більше нічого не матиме зі своїм сином. Тоні стає озлобленим і припиняє всі контакти з матір'ю. Навмисна невірність і зрада Люсі призводять до розпаду її шлюбу і повного відчуження від сина.

Під час Другої світової війни Тоні не може служити в армії через слабке здоров'я. Олівер вступає в армію США і кілька років його немає вдома. Під час відсутності Олівера, Люсі затіває серію романів з іншими чоловіками. Перед від'їздом до Європи зневірений Олівер намагається пояснити синові своє розчарування та нещастя:
"Ви досягаєте певного віку, скажімо, двадцяти п'яти, тридцяти, він залежить від вашого інтелекту, і ви починаєте говорити: «О, Боже, це дарма. Ви починаєте розуміти, що все те ж саме, тільки щодня стає гірше… Раніше я мав високу самооцінку… а потім, за п'ятнадцять хвилин на маленькому смердючому літньому курорті біля озера, все це розвалився.
Через десять років після закінчення війни Люсі (зараз їй 60 років) відвідує Париж і несподівано зустрічає свого сина. Вона дізнається, що він одружений, має сина, живе в Парижі і працює художником-мультиплікатором. Вона відразу бачить його зовнішність і розуміє що він веде нещасливе життя. Вона намагається пояснити Тоні, чому її шлюб з Олівером зазнав краху:
″Ваш батько був пристрасною та розчарованою людиною. Коли він був молодим, він покладав на себе великі надії … він бачив себе нікчем, невдахою, і всю пристрасть і розчарування свого життя він зосереджував на мені. Він лякав мене, і він очікував від мене занадто багато, і він керував кожним рухом мого життя, і значну частину часу він мене не задовольняв… Я була боязкою, невпевненою і мстивою, та не цінувала себе, тому я пішла шукати хорошої думки про себе в обіймах інших чоловіків. Спочатку я сказала собі, що шукаю кохання, але це було не так. Я не знайшла любові і не знайшл доброї думки. І не те, що я не пробувала».
Разом Люсі та Тоні відвідують французьке село, де під час війни загинув Олівер. Це врешті-решт призводить до часткового примирення матері та сина.

## Критика
Деякі критики вважали, що роман не відповідає стандартам минулих робіт Шоу. Серед їхніх заперечень було те, що сюжет не заслуговує довіри, персонажі недостатньо розроблені, а предмет буденний у порівнянні з соціальними проблемами, які Шоу розглядав у своїх попередніх роботах. Літературний критик Джеймс Р. Джайлз пропонує таку критику:
Не один критик відзначав, що тон Люсі Краун зіпсований естетично невідповідною гіркотою. Безумовно, це єдиний роман Шоу, в якому текст іноді здається вимушеним і неприродним. Насправді Шоу зіткнувся з більшими труднощами при написанні цього роману, ніж у будь-якому іншому своєму романі.
Крім того, на оцінку критиків вплинуло зростаюче уявлення про те, що Шоу вирішив пожертвувати літературним визнанням заради комерційного успіху та відступив від ідеалістичних лівих настроїв, виражених у його ранніх роботах. Підживлюючи це занепокоєння, перед публікацією Шоу заплатили 400 000 доларів за права на екранізацію, поки роман ще був у попередньо опублікованому рукописі Hecht-Lancaster Productions. Крім того, він становив відсоток від прибутку на фільмі. Берт Ланкастер був призначений на роль Олівера Крауна.
Критик Джеймс Келлі в Saturday Review зазначив, що роман розглядає такі моральні дилеми, як те, чи повинна розумна жінка дозволяти собі душити чоловіка; чи є подружня зрада формою бунтарства; і чи повинна дитина бути змушена нести повну ціну за невірність батьків.[12] Kirkus Reviews визнав роман похмурим, але похвалив Шоу за його талант оповідання.